# カーネギー博物館
カーネギー博物館（カーネギーはくぶつかん、英語: Carnegie Museums of Pittsburgh）は、アメリカ合衆国ペンシルベニア州ピッツバーグ近郊のオークランドに本部を置くカーネギー・インスティテュートによって運営されている4つの博物館群の総称である。
カーネギー博物館のうちの2つ、カーネギー自然史博物館とカーネギー美術館は、オークランド中心部にある「カーネギー・インスティテュート及び図書館（国家歴史登録財第79002158号）」の入るランドマーク的な建物の中にカーネギー音楽堂やピッツバーグ・カーネギー図書館と共に設置されている。残りの2つであるアンディ・ウォーホル美術館とカーネギー科学センターはピッツバーグ北岸地区の少し離れたところにある。

## アンディ・ウォーホル美術館

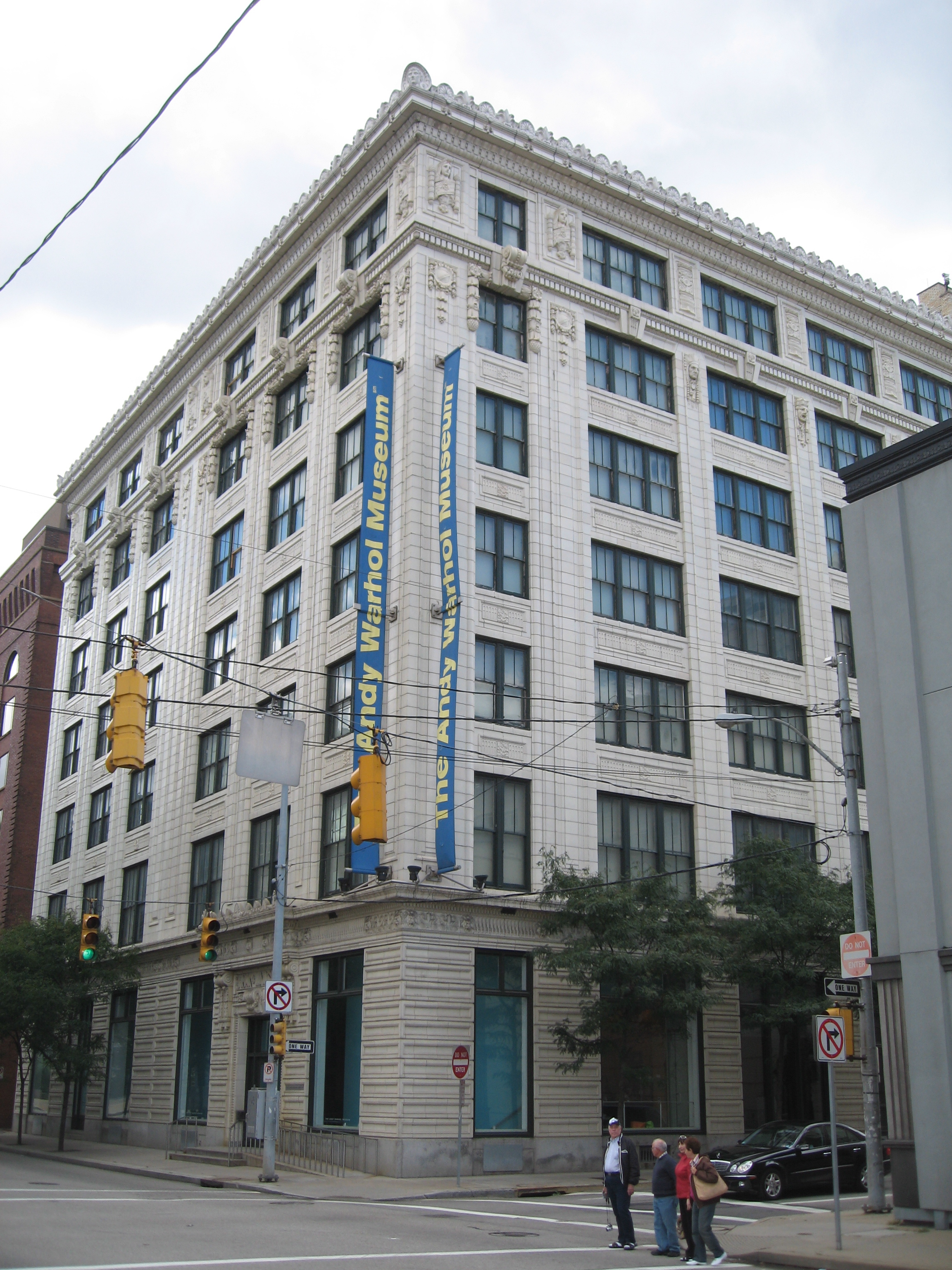
アンディ・ウォーホル美術館

1994年5月15日に開館したアンディ・ウォーホル美術館は、一人のアーティストに特化した美術館としては世界最大の美術館である。美術館のコレクションにはアンディ・ウォーホルによる作品―絵画、デッサン、版画、写真、彫刻、インスタレーション（ウォーホルのすべての映像作品、228点の4分間スクリーンテスト集および45点の映画作品）、膨大なアーカイブ、そして最も有名な「タイムカプセル」に至るまで―ありとあらゆるメディアの作品が収められている。この美術館はアンディ・ウォーホルを専門とする一方で、かつてのウォーホルがそうであったように、芸術の垣根・境界を破っていくようなアーティストの作品展示も数多く主催している。

## カーネギー美術館

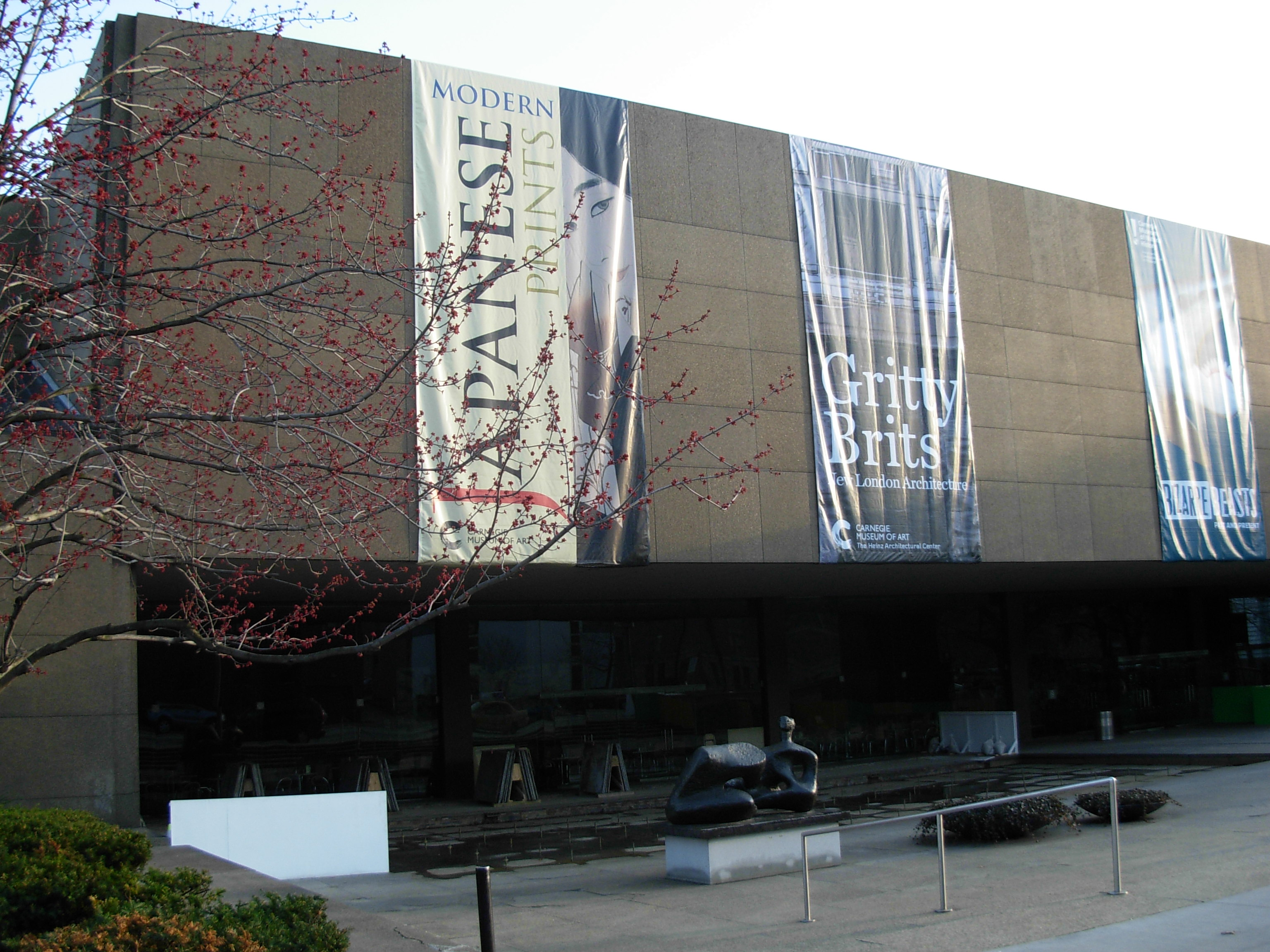
カーネギー美術館
サラ・スケイフ・ギャラリー別館

カーネギー美術館は、アンドリュー・カーネギーが美術館のコレクションに「将来の大芸術家」を入れようと思い描いたころ、アメリカでおそらく最初の現代美術の美術館となった。1895年に創設されたのち、数年おきにカーネギー国際美術展を主催することで、カーネギーの現代美術に対する慈愛は今日まで受け継がれている。ウィンスロー・ホーマーのThe Wreck（1896年）、ジェームズ・マクニール・ホイッスラーのArrangement in Black: Portrait of Señor Pablo de Sarasate（1884年）など、国際美術展で寄せられる多くの魅力的な作品は美術館の永久コレクションとして収蔵されている。大理石でできた彫刻の殿堂はパルテノン神殿の内装を模している。建築の殿堂にはアメリカの名建築の巨大な石膏製の鋳型があり、3つのうちの一つは世界最大の大きさである。1993年にカーネギー美術館の一部として開館したハインツ建築センターは建築の図面や模型の収集、研究、展示を専門にあたっている。
2001年には、アフリカ系アメリカ人の写真家であるチャールズ・ハリスの1930年代から1970年代にかけて撮影されたおよそ8万点もの写真のネガフィルムのアーカイブを構築した。
これらの多くの画像はカタログ化とデジタル化が施され、現在インターネットを通じてカーネギー美術館のコレクション・サーチから閲覧、鑑賞が可能となっている。
美術館の永久コレクションには、17世紀末期から現在までの欧米各国の装飾芸術品や、ワークス・オン・ペーパー、
絵画、版画（著名な日本の浮世絵）、彫刻、インスタレーションが収められている。

## カーネギー自然史博物館

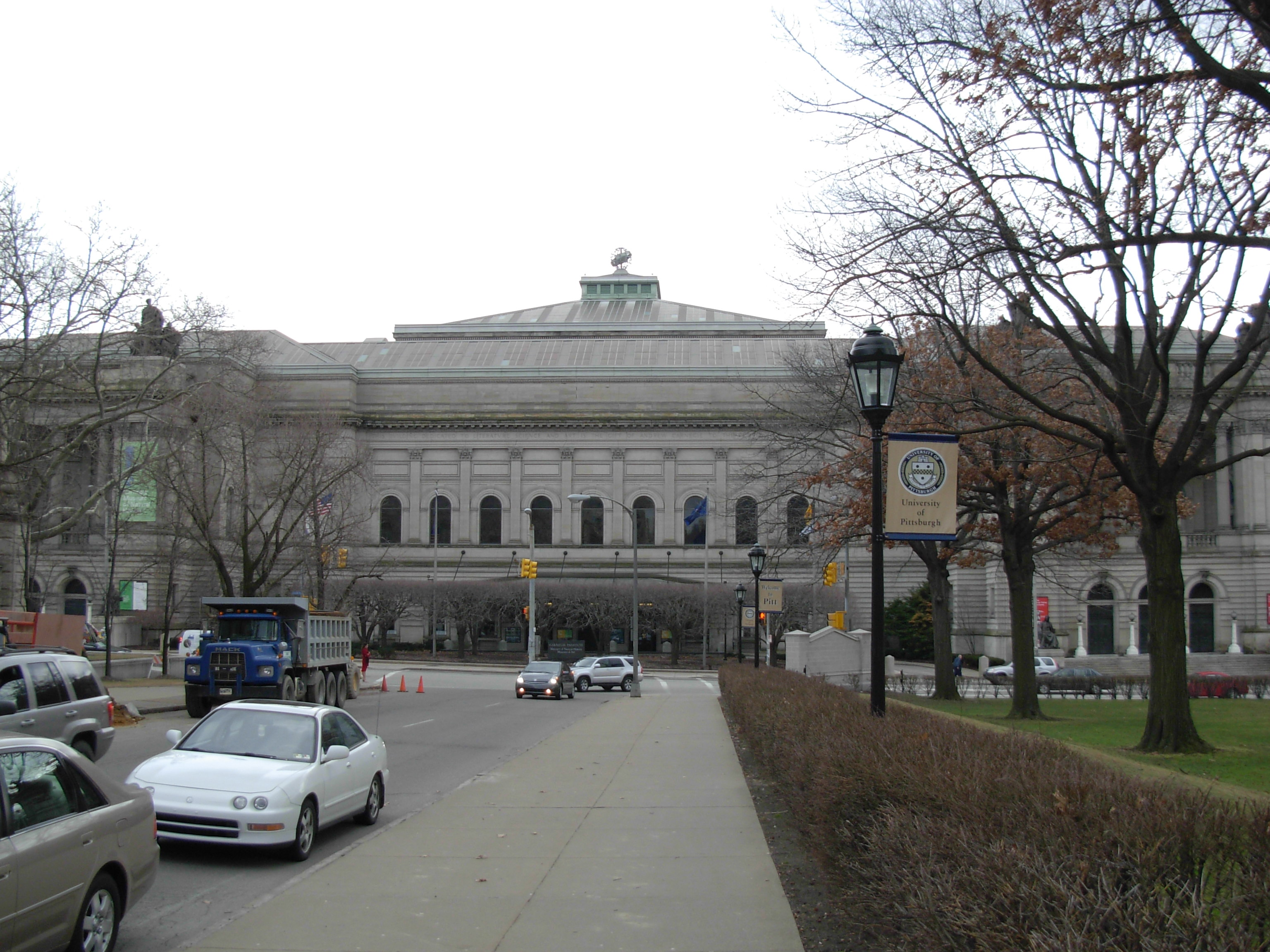
カーネギー自然史博物館

カーネギー自然史博物館は、世界で最も良質の恐竜化石コレクションを所有する博物館の一つである。ディプロドクス・カルネギイイの発見から「サムソン」と名付けられた骨格（今日までに知られている中で最も完全なティラノサウルスの全身骨格）まで、さらに新しくてまだ名もないオヴィラプトルの仲間などを所蔵、展示している。他に、ヒルマンホール（鉱物と宝石）、アルコア財団ホール（アメリカ・インディアン）、
極地の世界：ワイコフホール（北極の生命）、ウォルトンホール（古代エジプト）、ベネダムホール（地質学とパウダーミル自然保護区）の展示も含まれている。これらは自然個体群の長期的研究のためのフィールド基地として提供するために1956年に設立された。最近になって博物館はフルイタフォソール・ウインドシェフェリという哺乳類とみられる生物の化石を発見したと発表した。

## カーネギー科学センター

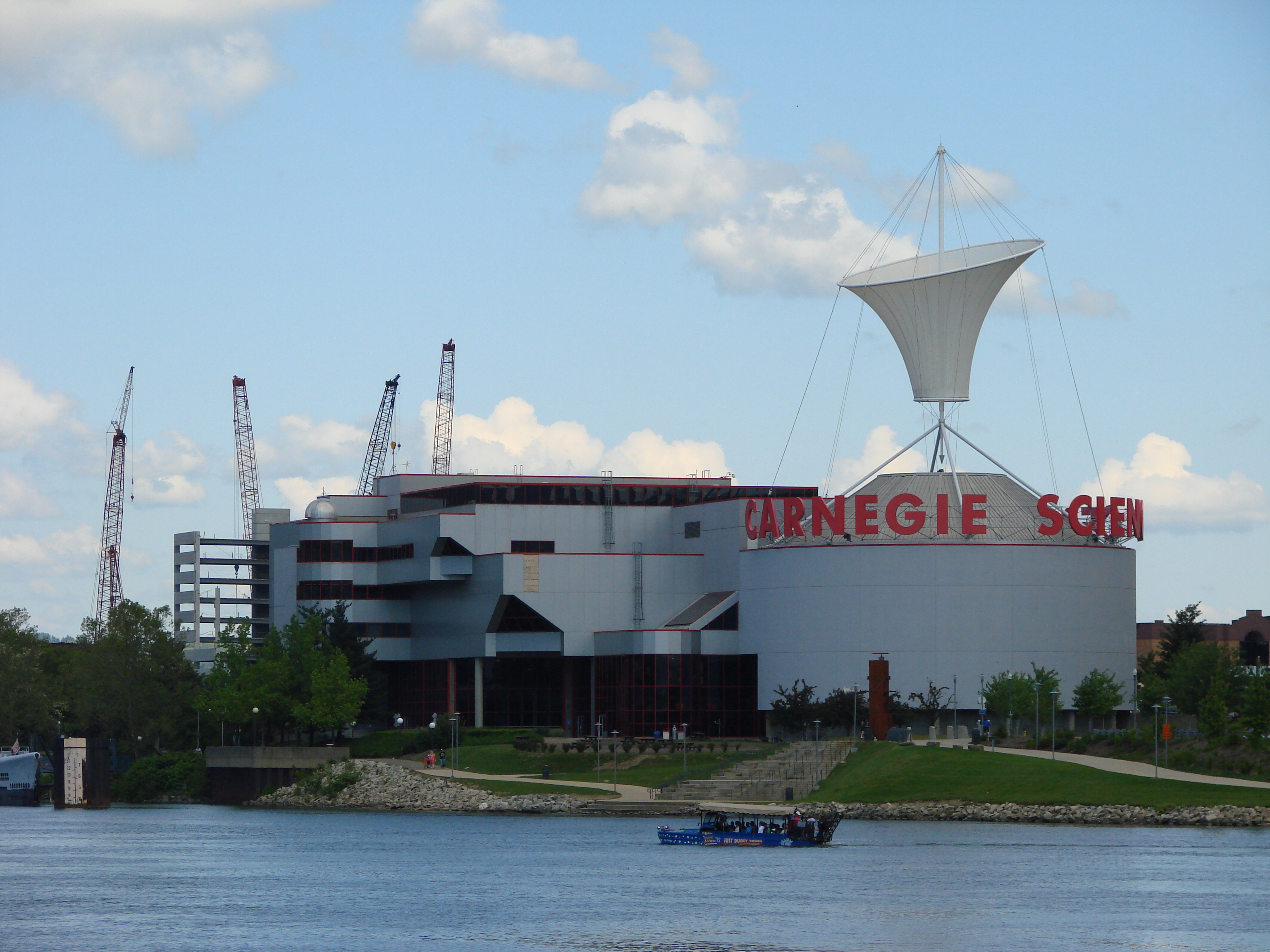
カーネギー科学センター

カーネギー科学センターは1991年に開館したが、1939年10月24日からの歴史があるピッツバーグで最も多くの来館者を集める博物館である。最近新しく建設された最新式プラネタリウムのBuhl Digital Doomや、オムニマックス映画を鑑賞できるRangos Omnimax Theater、来館者参加型のSportsWorks、鉄道と村の巨大なジオラマ模型のMiniature Railroad & Village、第二次世界大戦期のアメリカ海軍の潜水艦レクゥインの展示など、多くのアトラクションがある。
ロバート・ウィルバーンの指導下で、ブール科学センターはカーネギー・インスティテュートと合併し、4000万ドルの新たな資金を基にカーネギー科学センターが建設された。